# Griechisches Münzwerk
Das Griechische Münzwerk war ein Forschungsunternehmen der Berlin-Brandenburgischen Akademie der Wissenschaften, das sich der Erfassung und Edition der antiken Münzen des nördlichen Griechenlands aus der Zeit zwischen 550 v. Chr. und 250 n. Chr. widmete.

## Geschichte
Das Griechische Münzwerk wurde auf Betreiben des Historikers Theodor Mommsen in den 1880er Jahren an der damaligen Preußischen Akademie der Wissenschaften eingerichtet. Seit 1888 gab es Verträge mit freien Mitarbeitern, die sich dem Corpus widmeten. Quellen dieser Arbeit waren Exzerpte aus Katalogen und Materialsammlungen. Leiter des Projektes wurde auf Mommsens Vorschlag Friedrich Imhoof-Blumer. Erst 1901 wurde eine hauptamtliche Stelle eingerichtet. Der von Mommsen vorgesehene Anspruch, den gesamten griechischen Münzbestand zu erfassen, stellte sich rasch als undurchführbar heraus. Darum konzentriert sich das Griechische Münzwerk auf die Landschaften Dakien, Mösien, Thrakien, Makedonien und Paionien, da aus diesen Gebieten bereits einzelne publizierte Verzeichnisse vorlagen, die eine weitergehende Erschließung ermöglichten. Nach der Umgestaltung der Preußischen Akademie der Wissenschaften zur Deutschen Akademie der Wissenschaften wurde das Griechische Münzwerk 1956 dem Institut für griechisch-römische Altertumskunde zugeordnet und von Günther Klaffenbach und Arthur Suhle betreut. In den 1960er Jahren arbeitete die Berliner Akademie mit der Bulgarischen und Rumänischen Akademie zusammen an dem Projekt. Von 1969 bis zur Auflösung der Akademie 1991 war das Griechische Münzwerk Bestandteil des Zentralinstituts für Alte Geschichte und Archäologie unter der Leitung von Edith Schönert-Geiß.
Nach der Auflösung der Akademie der Wissenschaften der DDR übernahm die nachfolgende Berlin-Brandenburgische Akademie der Wissenschaften das Projekt und richtete 1992 eine zweite hauptamtliche Stelle ein, die mit Ulrike Peter besetzt wurde. Der editorische Teil des Projektes lief am 31. Dezember 2003 aus. Projektleiterin war zuletzt Maria Radnoti-Alföldi, Arbeitsstellenleiterin war seit 1998 in Nachfolge von Edith Schönert-Geiß Ulrike Peter. Zurzeit wird eine Reproduktion der Münzen als Digitalisate vorbereitet.

## Publikation
Die Veröffentlichungen von Teilen des Griechischen Münzwerks erschienen anfangs unter dem Titel Die antiken Münzen Nordgriechenlands.
- Die antiken Münzen Nord-Griechenlands, Berlin, Reimer
  - Band 1: Die antiken Münzen von Dacien und Moesien, bearbeitet von Behrendt Pick und Kurt Regling
    - Halbband 1, 1898
    - Halbband 2, Abt. 1 Die Münzen von Odessos und Tomis, 1910

  - Band 2: Die antiken Münzen von Thrakien, bearbeitet von Friedrich Münzer und Max L. Strack
    - Teil 1, Heft 1 Die Münzen der Thraker und der Städte Abdera, Ainos, Anchialos, bearbeitet von Max L. Strack, 1912.

  - Band 3: Die antiken Münzen von Makedonia und Paionia, bearbeitet von Hugo Gaebler
    - Die makedonischen Landesmünzen (mit Einschluß Amphaxitis und Bottiaia), das Provinzialgeld (nebst Beroia) und münzähnliche Gepräge makedonischen Ursprungs, Tafel I–V, 1906
    - Tafel. I-XL, 1935

Erst 1956 wurde die Corpusarbeit wieder aufgenommen. Der Arbeitstitel lautete seither Griechisches Münzwerk.
- Griechisches Münzwerk, Berlin, Akademie-Verlag
  - Edith Schönert: Die Münzprägung von Perinthos, 1965
  - Edith Schönert-Geiß: Die Münzprägung von Byzantion, Teil 1 Autonome Zeit, 1970
  - Edith Schönert-Geiß: Die Münzprägung von Byzantion, Teil 2 Kaiserzeit, 1972
  - Jordanka Jurukova: Die Münzprägung von Deultum, 1973
  - Jordanka Jurukova: Die Münzprägung von Bizye, 1981
  - Edith Schönert-Geiß: Die Münzprägung von Maroneia, 1987, ISBN 3-05-000226-3
  - Edith Schönert-Geiß: Die Münzprägung von Augusta Traiana und Traianopolis, 1991, ISBN 3-05-000940-3
  - Holger Komnick: Die Münzprägung von Nicopolis ad Mestum, 2003, ISBN 3-05-003792-X
  - Sergei Kovalenko: Die spätklassische Münzprägung von Chersonesos Taurica, 2008, ISBN 978-3-05-004041-7

- Edith Schönert-Geiß: Bibliographie zur antiken Numismatik Thrakiens und Mösiens, Berlin : Akademie-Verlag 1999, ISBN 3-05-003286-3.